# Kurt Rolapp
Kurt Rolapp – wschodnioniemiecki kierowca wyścigowy.

## Biografia
W 1969 roku zadebiutował we Wschodnioniemieckiej Formule 3. Wystartował wówczas w trzech wyścigach klasy drugiej (Leistungsklasse II) samochodem SEG II w barwach zespołów MC Tiefbau Frankfurt oraz MC Wilhelmshagen. Najlepszy wynik osiągnął na torze Autobahnspinne Dresden, zajmując trzecie miejsce, a w klasyfikacji końcowej LK II był szósty. W sezonie 1970 przeszedł do MC Klosterfelde, nadal jednak rywalizował SEG-iem II. W klasyfikacji LK II Rolapp zajął dziewiąte miejsce. Podczas wyścigu Schleizer Dreieckrennen Rolapp zadebiutował w klasie I (LK I), ale nie ukończył tych zawodów, odpadając na dziewiątym okrążeniu. W roku 1971 zdobył jedno pole position, jedno najszybsze okrążenie oraz trzy drugie miejsca. Rolapp został wicemistrzem LK II, zdobywając 19 punktów – tyle samo co mistrz, Lothar Wolf. Rok 1972 zakończył na trzecim miejscu we Wschodnioniemieckiej Formule 3, zdobywając 15 punktów i dwa drugie miejsca (w Bernau i Schleizu).

## Wyniki we Wschodnioniemieckiej Formule 3
| Legenda oznaczeń w tabelach wyników Wyświetl szablon na nowej stronie | Legenda oznaczeń w tabelach wyników Wyświetl szablon na nowej stronie                                                                     |
| Oznaczenie                                                            | Wyjaśnienie |
| --------------------------------------------------------------------- | --- |
| Złoty                                                                 | Zwycięzca lub mistrzostwo |
| Srebrny                                                               | 2. miejsce lub wicemistrzostwo |
| Brązowy                                                               | 3. miejsce lub II wicemistrzostwo |
| Zielony                                                               | Ukończył, punktował (w klasyfikacji generalnej, gdy zdobył co najmniej jeden punkt na przestrzeni sezonu, poza trzema powyższymi opcjami) |
| Niebieski                                                             | Ukończył, nie punktował (w klasyfikacji generalnej, gdy nie zdobył co najmniej jednego punktu na przestrzeni sezonu)                      |
| Czerwony                                                              | Nie zakwalifikował się (NZ) |
| Czerwony                                                              | Nie prekwalifikował się (NPK) |
| Różowy                                                                | Nie ukończył (NU) |
| Różowy                                                                | Niesklasyfikowany (NS) (w klasyfikacji generalnej, gdy nie został sklasyfikowany w żadnym wyścigu sezonu)                                 |
| Czarny                                                                | Zdyskwalifikowany (DK) |
| Czarny                                                                | Wykluczony (WYK/EX) |
| Biały                                                                 | Nie wystartował (NW) |
| Biały                                                                 | Kontuzjowany (K/INJ) |
| Biały                                                                 | Wyścig odwołany (OD/C) |
| Bez koloru                                                            | Został wycofany (WYC/WD) |
| Bez koloru                                                            | Nie przybył (NP/DNA) |
| Bez koloru                                                            | Nie brał udziału w treningach (NT/DNP) |
| Bez koloru                                                            | Nie został zgłoszony (–) |
| Pogrubienie                                                           | Start z pole position |
| Kursywa                                                               | Najszybsze okrążenie wyścigu |
| †                                                                     | Nie ukończył, ale jego rezultat został zaliczony ze względu na przejechanie więcej niż 90% dystansu wyścigu.                              |
| *                                                                     | Sezon w trakcie |
| 1/2/3                                                                 | Punktowana pozycja w sprincie kwalifikacyjnym                                                                                             |
| Lista systemów punktacji Formuły 1                                    | |

| Rok  | Zespół          | Samochód | Silnik   | Wyniki w poszczególnych eliminacjach | Wyniki w poszczególnych eliminacjach | Wyniki w poszczególnych eliminacjach | Wyniki w poszczególnych eliminacjach | Wyniki w poszczególnych eliminacjach | Pkt. | Msc. |
| ---- | --------------- | -------- | -------- | ------------------------------------ | ------------------------------------ | ------------------------------------ | ------------------------------------ | ------------------------------------ | ---- | ---- |
| 1970 |                 |          |          |                                      |                                      |                                      |                                      |                                      | 0    | NS   |
| 1970 | MC Klosterfelde | SEG II   | Wartburg | -                                    | -                                    | -                                    | NU                                   | -                                    | 0    | NS   |
| 1972 |                 |          |          |                                      |                                      |                                      |                                      |                                      | 15   | 3    |
| 1972 | MC Klosterfelde | SEG II   | Wartburg | 2                                    | ?                                    | 2                                    | 4                                    |                                      | 15   | 3    |